# Stuart Hampshire
Sir Stuart Newton Hampshire (Healing, 1 oktober 1914 – Oxford, 13 juni 2004) was een Brits moraalfilosoof die als hoogleraar verbonden was aan de Universiteit van Oxford. Daarnaast was hij literair recensent en vervulde hij een bestuurlijke taak aan de universiteit. Hij was een van de antirationalistische denkers die een nieuwe richting gaven aan het denken over moraal en politieke theorie in de naoorlogse periode.

## Biografie
Hampshire volgde onderwijs aan de Repton School en Balliol College in Oxford, waar hij was ingeschreven als student geschiedenis. Hij beperkte zich niet tot geschiedenis maar schoolde zich ook in onder meer de schilderkunst en de literatuurstudie. Bij het behalen van zijn eerste graad in 1936 werd hij gekozen voor de studiegroep van All Souls College in Oxford, waar hij onderzoek deed en les gaf in de filosofie, aanvankelijk als aanhanger van het logisch positivisme. Hij nam deel aan informele discussiegroepen met soms daarin leidende figuren binnen de filosofie in zijn tijd, zoals John Austin en Isaiah Berlin.
In 1940, aan het begin van de Tweede Wereldoorlog, meldde hij zich bij het leger als vrijwilliger en werd hem een post gegeven. Onder andere omdat hij lichamelijk niet zo sterk was, werd hij voor het doen van militair inlichtingenwerk naar Londen gestuurd, waar hij werkte met collega's van de Universiteit van Oxford, zoals Gilbert Ryle en Hugh Trevor-Roper. Zijn ervaringen met het verhoren van naziofficieren aan het einde van de Tweede Wereldoorlog leidde bij hem tot inzichten met betrekking tot de realiteit van het kwaad.
Na de Tweede Wereldoorlog werkte Hampshire voor de overheid alvorens hij zijn carrière voortzette als filosoof. Van 1947 tot 1960 gaf doceerde hij aan het University College in Londen en was hij lid van New College in Oxford. Zijn onderzoek naar Spinoza, gepubliceerd in 1951, wordt nog steeds gezien als een van de beste publicaties over deze filosoof. In 1955 keerde hij terug naar All Souls College in Oxford.
In 1960 werd Hampshire gekozen als lid van de British Academy en werd zo 'Grote Professor of Philosophy' (vernoemd naar oudheidkundige George Grote) aan de Universiteit van Londen, als opvolger van Alfred Ayer. Op internationaal vlak nam zijn bekendheid toe en van 1963 tot 1970 was hij hoofd van de faculteit Filosofie aan de Princeton-universiteit. In 1970 keerde hij terug naar Oxford als bestuurder van Wadham College in Oxford. Zijn liberale en sociale kijk werden er duidelijk doordat onder zijn leiding voor het eerst vrouwelijke studenten tot Wadnam College werden toegelaten, het eerste van de colleges in Oxford waar dit gebeurde. Hampshire werd in 1979 geridderd en ging in 1984 met pensioen. Hij was getrouwd met Nancy Cartwright.

## Hoofdwerk
- Thought and Action (London, 1959)

- Bibsys: 90187465
- Biblioteca Nacional de España: XX1115088
- Bibliothèque nationale de France: cb120601259 (data)
- CiNii: DA0086419X
- Gemeinsame Normdatei: 131745239
- International Standard Name Identifier: 0000 0001 1468 6005
- Library of Congress Control Number: n50017535
- Nationale Bibliotheek van Letland: 000030000
- Mathematics Genealogy Project: 253979
- Bibliotheek van het Japanse parlement: 00442344
- Nationale Bibliotheek van Tsjechië: xx0060500
- Nationale bibliotheek van Australië: 35167264
- Nationale Bibliotheek van Israël: 987007262334605171
- Nationale Bibliotheek van Polen: a0000002309218
- Nationale en Universitaire bibliotheek Zagreb: 000014132
- Nederlandse Thesaurus van Auteursnamen: 075097338
- Istituto Centrale per il Catalogo Unico: MILV038232
- LIBRIS: 360668
- SNAC: w6j12mc8
- Système universitaire de documentation: 028851056
- Trove: 849235
- Virtual International Authority File: 19699007
- WorldCat: E39PBJymwhxvFVcbdbGcwr8KVC